# Business Guy
Business Guy (titulado Tío de negocios en España y Padre de negocios en Latinoamérica) es el noveno episodio de la octava temporada de la serie animada Padre de familia, fue emitido en FOX el 13 de diciembre de 2009.La trama del episodio se centra en que Peter asume temporalmente la empresa de su suegro Carter Pewterschmidt después de que sufriera un Ataque cardíaco y fuera posteriormente diagnosticado con coma. Peter inmediatamente se tiene está hambriento de poder y toma decisiones ridículas lo que lleva a Carter levantarse del coma y engañarlo para tener de regreso a su empresa.
El episodio fue escrito por Andrew Goldberg y Alex Carter y dirigido por Pete Michels. Recibió Críticas mixtas debido a su guion y referencias culturales. De acuerdo a Nielsen Ratings, el episodio fue visto en 7.67 millones de hogares en su estreno original. tuvo varios invitados especiales como Hugh Laurie, Bobby Lee, Nana Visitor, Johnny Galecki y Jim Parsons y cuenta también con la participación de actores de voz en la serie. "Business Guy" Fue lanzado junto con otros episodios de la temporada en DVD el 13 de diciembre de 2011.

## Argumento
La familia Griffin es invitada al yate de los Pewterschmidt, donde Lois se marea y vomita. Peter se acuerda de su despedida de soltero cuando esto sucede, y se sorprende al descubrir que Carter nunca ha tenido uno y no sabe lo que es. A su regreso a Quahog, Peter le lleva a un club de estriptis para simular una despedida de soltero. En su excitación, Carter desarrolla un ataque al corazón y cae en coma. Dr. House es contratado para tratarlo, pero él lanza su libro de reglas por la ventana y golpea a Carter para asegurarse que está en coma.
Un vídeo de Carter es descubierto y en este deja a Lois el control de su millonaria empresa Pewterschmidt Industries, a pesar de que Lois no sabe dirigir la empresa, Peter se inspira en House "En-vivo-sin-reglas" y decide manejar el mismo.
En su primer día de trabajo, Peter despide a la junta directiva por no poder seguir el ritmo de sus ideas y contrata a sus amigos para la fabricación de artículos ridículos, Poco después, Carter despierta de su coma y descubre lo que Peter ha hecho con su compañía. Carter se enfrenta a Peter en su antigua oficina y exige a él a ceder el control de la empresa, pero se niega; y lo obliga a trabajar como conserje e invita a gente a su mansión a ver The Big Bang Theory pero su invitación no es atendida por nadie. Carter está avergonzado, así que el y Lois planean la manera de asustarlo vistiéndose de un monstruo del pantano amenazando con comerlo si no entregará la empresa a Carter, Lois cree que es su padre quién está vestido, pero no lo es así, debido a que cuando peter huye después de haber firmado llega el padre dispuesto a hacer el engaño, al descubrir que es un monstruo corren a lo largo del edificio, cuando finalmente logran atraparlo, se le quita la máscara y se descubre que es el D.R House quién estaba escondido detrás del traje, en casa, Lois dice a Peter que el contrato que firmó tiene el derecho a quedarse con el avión, feliz Peter da un brinco y se queda en el aire, Lois le pregunta cómo lo hace, a lo cual Peter no sabe cómo hacerlo y no puede bajar, asustado pide a Lois la ayuda de un científico.

## Producción y desarrollo

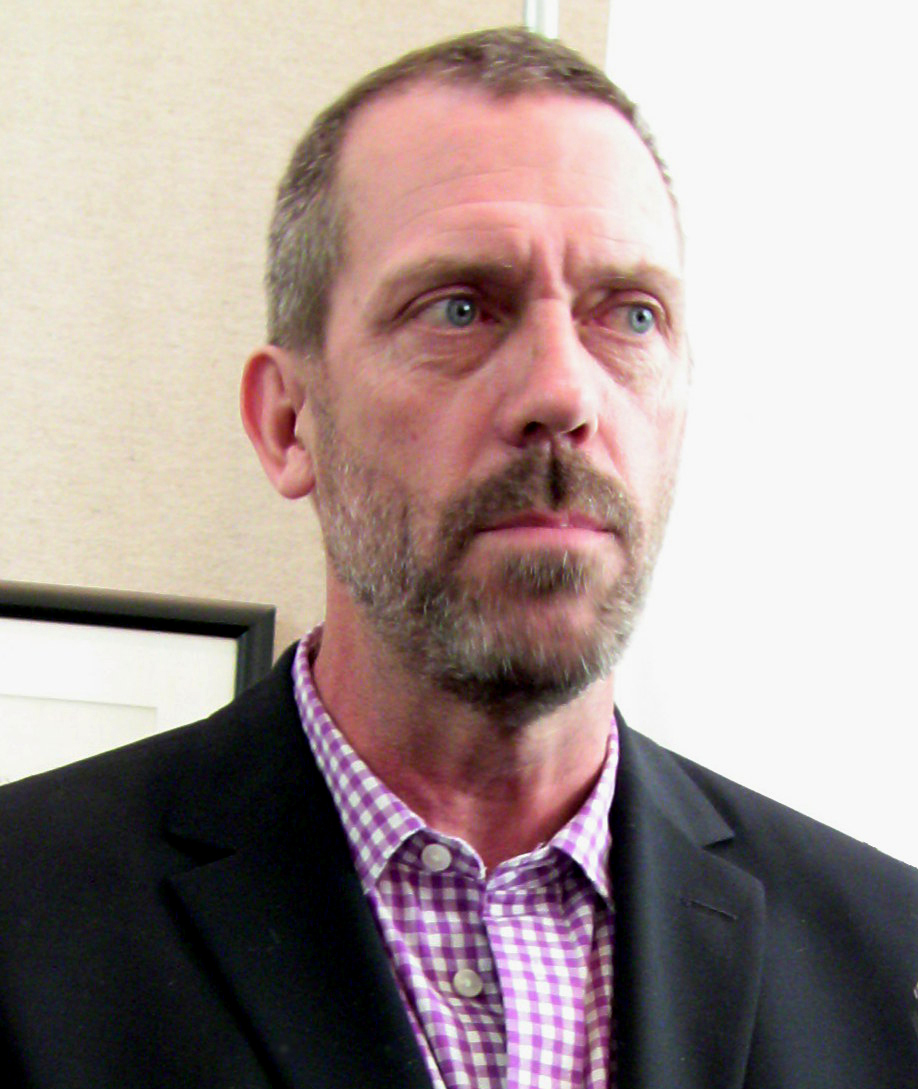
Hugh Laurie aparece en el episodio como su personaje Gregory House.

El episodio fue coescrito por Andrew Goldberg y Alex Carter y dirigido por Pete Michels.Peter Shin y James Purdum se desempeñaron como directores de supervisión, con Andrew Goldberg y Alex Carter trabajando como equipo editorial para el episodio. Karin Perrotta fue el productor asociado de este episodio, en su noveno episodio de la temporada.
Fue lanzada en DVD junto con la Octava temporada en Estados Unidos el 13 de diciembre de 2011, en un conjunto de 3 DVD.
Los conjuntos incluyen breves comentarios de audio por varios miembros del equipo y el elenco de varios episodios, una colección de escenas eliminadas y animatics, una característica especial de mini-donde se discutió el proceso detrás de animación "And Then There Were ", una mini-presentación titulada "las aventuras cómicas de Padre de familia - Stewie Brian &: la llamada perdida ", y material de archivo del panel de Family Guy en el 2010 San Diego Comic-Con International.
Además del reparto regular, el actor Hugh Laurie hizo su segunda aparición en la serie, siendo el primero "One If by Clam, Two If by Sea, interpretando al protagonista de D.R House, Gregory House. También los actores Jim Parsons, Johnny Galecki, Bobby Lee de MADtv y Nana Visitor.
Aparte los actores de voz Alexandra Breckenridge, Chris Cox, Ralph Garman, Danny Smith, Alec Sulkin y John Viener con una aparición mínima.El actor Patrick Warburton appears aparece en el episodio.

## Referencias culturales

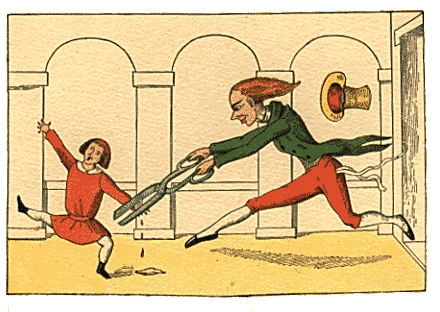
El Chupadedo

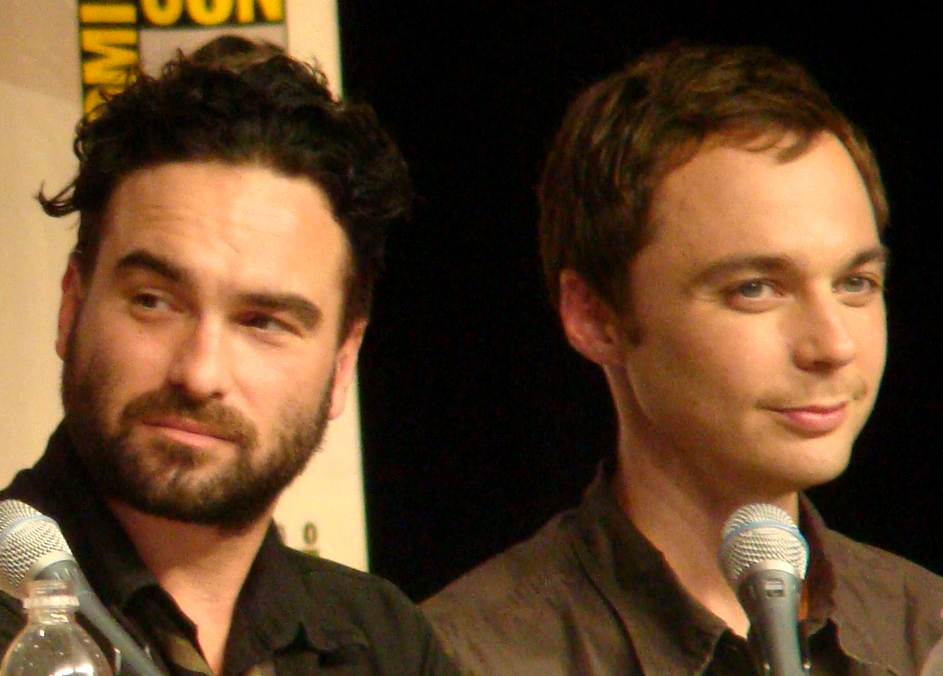
Johnny Galecki and Jim Parsons, invitados especiales en el episodio